# Podatek państwowy
Podatek państwowy – podatek, który zasila tylko budżet państwa. Takimi podatkami są podatek od towarów i usług, podatek akcyzowy, podatek od gier i podatek tonażowy.